# Euroscaptor parvidens
Euroscaptor parvidens is een zoogdier uit de familie van de mollen (Talpidae). De wetenschappelijke naam van de soort werd voor het eerst geldig gepubliceerd door Miller in 1940.

## Voorkomen
De soort komt voor in China en Vietnam.